# Flight Log: Turbulence
Flight Log: Turbulence è il terzo album in studio del gruppo musicale sudcoreano Got7, pubblicato il 27 settembre 2016. Promosso dal brano Hard Carry, è il secondo episodio della serie Flight Log.
L'edizione taiwanese contiene Let Me in cinese come quattordicesima traccia.

## Descrizione
L'8 settembre 2016, JYP Entertainment annuncia che i Got7 stanno terminando i preparativi per la pubblicazione del loro secondo album in studio coreano e che l'uscita è prevista per fine mese o inizio ottobre. Flight Log: Turbulence esce il 27 settembre e introduce un suono più aggressivo ed elettronico rispetto allo stile hip hop adottato precedentemente dal gruppo. Delle tredici tracce, undici vedono la partecipazione dei membri ai testi e talvolta alle musiche, con Mark accreditato in cinque brani.
La seconda traccia Hard Carry è un pezzo elettronico che presenta "sintetizzatori ronzanti, schiocchi di dita, campionamenti vocali sovrapposti e ululati", definito da Billboard un "vortice sonoro". La sezione centrale del disco prosegue con canzoni scritte dai membri: Boom x3 vede la partecipazione di Jackson e ha uno stile da hip hop della vecchia scuola, con bip a 8 bit, mentre Prove It è stata scritta da JB ed è di genere R&B. La quinta traccia No Jam è co-scritta da Mark e Yugyeom, con testi aggiuntivi di BamBam e Jackson, e il titolo è un gioco di parole tra inglese e coreano che si traduce con "niente divertimento". Youngjae ha preso parte a Hey, mentre Jinyoung a Mayday. Who's That reintroduce un ritmo più giocoso e tropicale; il disco si chiude con quattro brani più dolci e morbidi, tra i quali If racconta del tira e molla del corteggiamento quando si è giovani.

## Accoglienza
Tamar Herman di Billboard ha osservato che, nel complesso, la forza di Flight Log: Turbulence risieda "nella qualità personale di ciascuna canzone", giacché tutti i membri hanno preso parte alla creazione del disco, mostrando il proprio potenziale come compositori. Idology ha ritenuto che Hard Carry fosse un brano "realizzato talmente bene da essere difficile trovarci un difetto", ma che allo stesso tempo fosse scollegato dalle uscite precedenti, commentando invece che il disco dimostrasse il tentativo del gruppo di cercare con costanza un nuovo cammino.

## Tracce
1. Skyway – 3:37 (testo: Earattack, Defsoul – musica: Earattack, Lish, Defsoul The Kick Sound)
2. Hard Carry (하드캐리?, Hadeu kaeriLR) – 3:13 (testo: Earattack, Yoogeun – musica: Earattack, Lish, Yoogeun)
3. Boom x3 – 3:31 (testo: Jackson Wang, Boytoy, Penomeco – musica: Jackson Wang, Boytoy)
4. Prove It – 2:54 (testo: Defsoul – musica: Defsoul, 220, Royal Dive)
5. No Jam (노잼?, No jaemLR) – 3:34 (testo: Yugyeom, Mark Tuan, Frants, BamBam, Jackson Wang – musica: Yugyeom, Frants, Mark Tuan)
6. Hey – 3:29 (testo: Kim Won, Ars, Oh Hyunjoo – musica: Kim Won, Ars)
7. Mayday – 3:33 (testo: Jinyoung – musica: Jinyoung, Distract, Secret Weapon)
8. My Home – 3:27 (testo: Earattack, Mark Tuan – musica: Earattack, Lish, Mark Tuan)
9. Who's That – 3:35 (testo: Jam Factory – musica: Ruwanga Samath, Oscar Doniz, Josiah Rosen, Carlos Battey, Steven Battey)
10. If (만약에?, Man-yag-eLR) – 3:29 (testo: Primeboi, BamBam, Mark Tuan – musica: Primeboi, Cash Note)
11. Sick (아파?, ApaLR) – 4:17 (testo: Ars, Mark Tuan (rap), Jackson Wang (rap) – musica: Damon Sharpe, Carlos Battey, Gregg Pagani)
12. Dreamin' (니꿈꿔?, NikkumkkwoLR) – 3:08 (testo: Earattack, Defsoul, BamBam (rap) – musica: Earattack, Defsoul)
13. Let Me – 3:21 (testo: Mark Tuan, Yoogeun – musica: Earattack, Lish, Mark Tuan)

Durata totale: 45:08

## Formazione
- Mark – rap
- JB (Defsoul) – voce
- Jackson – rap
- Jinyoung – voce
- Youngjae (Ars) – voce
- BamBam – rap
- Yugyeom – voce

## Successo commerciale
Dopo l'uscita, Flight Log: Turbulence si è classificato primo in Corea del Sud sulla Gaon Weekly Album Chart, mentre è stato secondo nella classifica di settembre con 107 732 copie. Ha debuttato al primo posto sulla Billboard World Albums Chart con 2 000 copie vendute in due giorni, segnando il terzo ingresso dei Got7 al numero 1 sulla classifica dopo Got It? nel 2014 e Mad nel 2015, e il settimo dal debutto. Il disco è entrato al secondo posto sulla US Top Albums Chart di iTunes, e al primo posto in Thailandia, Filippine, Singapore, Malesia, Indonesia e Finlandia.
Hard Carry ha debuttato al secondo posto sulla Billboard World Digital Songs Chart. Ha occupato la posizione 93 sulla US Song Chart Top 100 di iTunes.
È stato il decimo disco più venduto in Corea del Sud nel 2016 con 225 617 copie a fine anno ed è stato candidato al premio Album dell'anno (Terzo quarto) alla sesta edizione dei Circle Chart Music Award, mentre ha vinto il Disc Bonsang ai Golden Disc Award.

## Classifiche

### Classifiche settimanali
| Classifica (2016) | Posizione massima |
| ----------------- | ----------------- |
| Belgio (Fiandre)  | 178               |
| Corea del Sud     | 1                 |
| Francia           | 136               |
| Giappone          | 23                |

### Classifiche di fine anno
| Classifica (2016) | Posizione |
| ----------------- | --------- |
| Corea del Sud     | 10        |

## Riconoscimenti
- Circle Chart Music Award
  - 2017 – Candidatura a Album dell'anno (Terzo quarto)[15]
- Golden Disc Award
  - 2017 – Disc Bonsang[16]
  - 2017 – Candidatura a Disc Daesang

### Show musicali
- M Countdown (6 ottobre 2016)
- Music Bank (7 ottobre 2016)
- Inkigayo (9 ottobre 2016)
- The Show (18 ottobre 2016)